# Aleuroclava kudremukhensis
Aleuroclava kudremukhensis là một loài côn trùng cánh nửa trong họ Aleyrodidae, phân họ Aleyrodinae.
Aleuroclava kudremukhensis được Dubey & Sundararaj miêu tả khoa học đầu tiên năm 2005.